# Jaknal, Aurad
Jaknal là một làng thuộc tehsil Aurad, huyện Bidar, bang Karnataka, Ấn Độ.